# Jörg Drehmel
Jörg Drehmel (n. 3 mai 1945, Sassen-Trantow, Republica Democrată Germană, Germania) este un atlet ce a reprezentat Republica Democrată Germană, medaliat olimpic. A participat la o ediție a Jocurilor Olimpice (1972) în care a câștigat medalia de argint în proba de triplusalt.

## Palmares
| An   | Competiție                   | Locație                    | Loc | Note  |
| ---- | ---------------------------- | -------------------------- | --- | ----- |
| 1969 | Campionatul European         | Atena, Grecia              | 6   | 16,23 |
| 1970 | Campionatul European în sală | Viena, Austria             | 2   | 16,74 |
| 1971 | Campionatul European în sală | Sofia, Bulgaria            | 12  | 15,53 |
| 1971 | Campionatul European         | Helsinki, Finlanda         | 1   | 17,16 |
| 1972 | Jocurile Olimpice            | München, Germania de Vest  | 2   | 17,31 |
| 1973 | Universiada                  | Moscova, Uniunea Sovietică | 3   | 16,76 |
| 1974 | Campionatul European în sală | Göteborg, Suedia           | 5   | 16,48 |
| 1974 | Campionatul European         | Roma, Italia               | 4   | 16,54 |